# Área histórica de la Guarnición (Bridgetown)

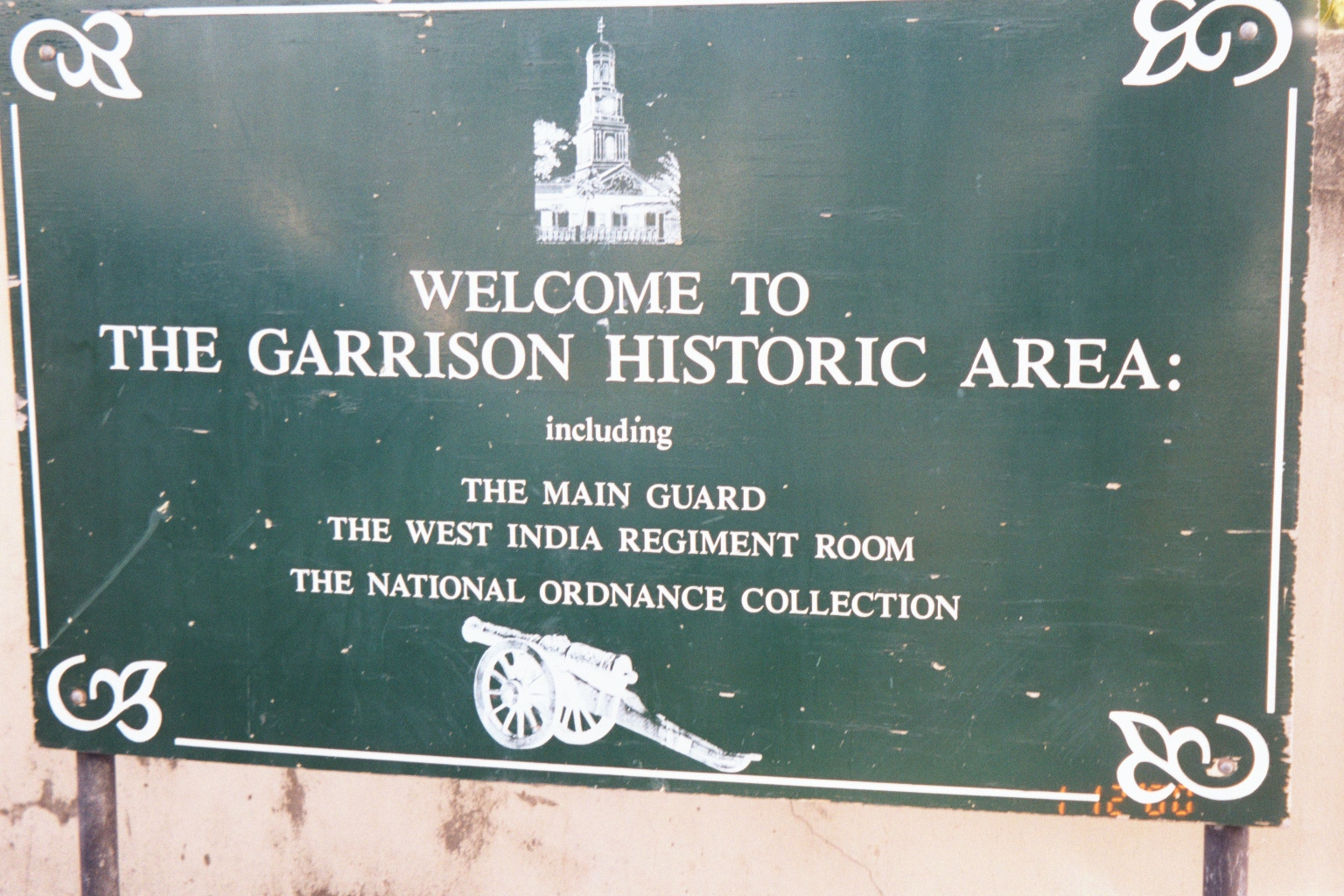
Señal de entrada en el Área histórica de la Guarnición.

El Área histórica de la Guarnición (en inglés: Garrison Historic Area) o simplemente "La Guarnición" es un pequeño distrito ubicado en Bridgetown (Barbados) y está situado a dos kilómetros al este de la plaza de los Héroes.
Durante la época colonial (ss. XVII y XVIII) la zona fue sede y cuartel general del Regimiento de las Indias Occidentales Británicas, establecido en Barbados. El cuartel contiene varios edificios, incluyendo barracones para personal militar.
En su centro se halla una gran pista de hierba destinada a desfiles, llamada Garrison Savannah y  que, a partir del siglo XIX, ha venido siendo utilizada como hipódromo, iniciando la tradición de las carreras de caballos. 
En esta zona se encuentra una casa donde George Washington, primer presidente de Estados Unidos, habitó durante seis semanas en 1751, cuando fue a Barbados a visitar a su hermano enfermo.
En el extremo sur del distrito se encuentra el Fuerte de Santa Ana, donde está situado el Cuartel General de la Fuerza de Defensa de Barbados.
El 30 de noviembre de 1966, el Área histórica de la Guarnición fue el lugar donde se celebró la ceremonia de arriado de la Union Jack (la bandera del Reino Unido), y el izado de la bandera de Barbados, marcando la independencia total para Barbados del Reino Unido. 
La Guarnición, junto al centro histórico de Brigdetown se convirtió en 2011 en el primer sitio cultural declarado Patrimonio de la Humanidad por la Unesco en Barbados.